# ریوجی کاوای
ریوجی کاوای (انگلیسی: Ryuji Kawai؛ زادهٔ ۱۴ ژوئیهٔ ۱۹۷۸) بازیکن فوتبال اهل ژاپن است.
از باشگاه‌هایی که در آن بازی کرده‌است می‌توان به باشگاه فوتبال یوکوهاما مارینوس، باشگاه فوتبال کونسادول ساپورو، و باشگاه فوتبال اوراوا رد دیاموندز اشاره کرد.